# هری‌پور، پاکستان
هری‌پور (به انگلیسی: Haripur) یک شهر در پاکستان است که در ناحیه هری‌پور واقع شده‌است. هری‌پور ۸۰۴٬۰۰۰ نفر جمعیت دارد و ۵۲۰ متر بالاتر از سطح دریا واقع شده‌است.